# قائمة برامج إتش بي أو
قائمة البرامج التلفزيونية التي بثتها قناة «HBO».

## برامج حالية

### برامج درامية

صراع العروش

- 2011: صراع العروش
- 2014: محقق فذ
- 2014: الباقون
- 2016: ويست وورلد [1]

### برامج كوميدية
- 2000: اكبح حماسك
- 2005: العودة
- 2012: فتيات
- 2012: نائبة الرئيس
- 2014: وادي السليكون
- 2016: نائب المدير

### برامج حوارية
- 2014: الإسبوع الماضي هذا المساء مع جون أوليفر

## برامج مستقبلية

### برامج كوميدية
- 2016: طلاق

## برامج سابقة

### مسلسلات

روما

الحافة

بيت صدام

| العنوان                  | النوع   | أول عرض | آخر عرض |
| ------------------------ | ------- | ------- | ------- |
| الحافة                   | كوميديا | 2015    | 2015    |
| دماء حقيقية              | دراما   | 2008    | 2014    |
| روما                     | دراما   | 2005    | 2007    |
| انتوراج                  | كوميديا | 2004    | 2011    |
| ذا واير                  | دراما   | 2002    | 2008    |
| ستة أقدام تحت الأرض      | دراما   | 2001    | 2005    |
| آل سوبرانو               | دراما   | 1999    | 2007    |
| الجنس والمدينة           | كوميديا | 1998    | 2004    |
| آرليس                    | كوميديا | 1996    | 2003    |
| مستر شو وذ بوب اند ديفيد | كوميديا | 1995    | 1998    |
| لاري ساندريس شو          | كوميديا | 1992    | 1998    |

### مسلسلات قصيرة
- 2001: عصبة الأخوة
- 2003: ملائكة في أمريكا
- 2008: بيت صدام
- 2010: الهادئ
- 2019 تشرنوبل

## وصلات خارجية
- HBO.com